# Sylvicanthon foveiventris
Sylvicanthon foveiventris là một loài bọ cánh cứng trong họ Bọ hung (Scarabaeidae).